# آيت النص (تيوغزة)
آيت النص هي إحدى مشيخات المملكة المغربية، تتبع جغرافيا لإقليم سيدي إفني وإداريًا لتيوغزة. يقدر عدد سكانها بـ 2776 نسمة حسب الإحصاء الرسمي للسكان والسكنى لسنة 2004.